# 栗原裕 (経済学者)
栗原 裕（くりはら ゆたか、1962年（昭和37年） -  ）は、日本の経済学者。専門は、国際金融論。愛知大学経済学部教授。

## 概要
欧州経済を舞台とした国際金融の理論・制度を研究の主領域とする。愛知大学経済学部教授のほか、名古屋大学高等研究院客員研究員・中部大阪商品取引所市場取引監視委員などを歴任した。
高等教育論、ICT活用教育にも造詣が深く、2005年に設立された日本リメディアル教育学会の発起人となった。また、かつて独立行政法人メディア教育開発センター研究員を併任していた。
愛知大学では2007年から2011年まで理事・経済学部長、2014年より図書館長（名古屋図書館長兼務）をつとめる。

## 人物
名古屋市の出身。南山大学外国語学部英米学科を卒業後、神戸大学大学院経営学研究科に進学。博士前期課程を修了し、商学修士。1992年に博士後期課程を単位取得満期退学。
光陵女子短期大学を経て1999年より愛知大学経済学部に着任。2007年に経済学部長。2014年より愛知大学図書館長。
学外機関の役職としては、日本国際経済学会幹事・日本金融学会常任理事・グローバル人材育成教育学会理事を歴任。

## 略歴
- 1962年 - 愛知県名古屋市に生まれる。
- 1986年3月 - 南山大学外国語学部卒業。
- 1992年3月 - 神戸大学大学院経営学研究科博士後期課程単位取得満期退学。
- 1992年4月 - 光陵女子短期大学専任講師。
- 1997年4月 - 光陵女子短期大学助教授。
- 1999年4月 - 愛知大学経済学部助教授。
- 2002年4月 - 愛知大学経済学部教授。
- 2007年4月 - 愛知大学理事・経済学部長（- 2011年3月）。
- 2009年5月 - 中部大阪商品取引所市場取引監視委員（- 2011年1月）。
- 2012年5月 - 日本金融学会ホームページ委員会委員長（- 2014年5月）。
- 2014年10月 - 愛知大学図書館長。

## 所属学会
- 日本金融学会
- 日本国際経済学会
- 日本計画行政学会
- 生活経済学会
- 日本EU学会
- 日本ビジネス実務学会
- 大学教育学会
- 日本高等教育学会
- 高等教育質保証学会
- 日本リメディアル教育学会
- グローバル人材育成教育学会
- 大学マネジメント研究会

## 受賞歴
- 2007年 - 生活経済学会奨励賞

## 著書

### 単著
- 『EU通貨統合の深化と拡大』（2000年／中日新聞社）
- 『知への作法 大学1年生のための学習スキル freshman seminar』（2003年／有斐閣アカデミア）
- 『グローバル時代のビジネス・政策デザイン 経済学からのアプローチ』（2003年／有斐閣アカデミア）（第2版、2004年）
- 『経済学・宣言』（2006年／学文社）
- 『グローバル・エコノミクス宣言』（2009年／学文社）

### 共著
- （藤原賢哉、家森信善〔編〕）『現代金融論講義』（1998年／中央経済社）
- （千田純一、家森信善〔編〕）『ポストビッグバンの金融システム』（2001年／千倉書房）
- （打田委千弘）『Studying the Japanese and World Economies』（2006年／朝日出版社）
- （名古屋経済学教育研究会〔編〕）『経済学英語ハンドブック 授業で使える例文集』（2009年／名古屋経済学教育研究会）
- （高屋定美〔編〕）『EU経済』（2010年／ミネルヴァ書房）